# Every Day
Pour les articles homonymes, voir Every Day (homonymie).
Albums de The Cinematic Orchestra
Remixes 1998-2000
(2000) Man with a Movie Camera
(2003)
Every Day est un album du groupe de nu jazz britannique The Cinematic Orchestra, sorti sur le label Ninja Tune en mai 2002,.
Initialement proposé avec 7 titres, une édition augmentée de l'album inclut deux pistes supplémentaires et, la version japonaise, deux titres bonus.
En 2010, il reçoit la certification disque d'or de l'Independent Music Companies Association (en), qui indique des ventes d'au moins 100 000 exemplaires en Europe.

## Liste des titres
Toutes les chansons sont écrites et composées par Jason Swinscoe et Phil France.
| 1.    | All That You Give (feat. Fontella Bass)    | 6:11  |
| 2.    | Burn Out                                   | 10:14 |
| 3.    | Flite                                      | 6:36  |
| 4.    | Evolution (feat. Fontella Bass)            | 6:39  |
| 5.    | Man with a Movie Camera                    | 9:10  |
| 6.    | All Things to All Men (feat. Roots Manuva) | 11:05 |
| 7.    | Everyday                                   | 10:19 |
| 60:12 |                                            |       |

| Titres supplémentaires - Édition originale augmentée (Ninja Tune, 13 mai 2002) | Titres supplémentaires - Édition originale augmentée (Ninja Tune, 13 mai 2002) | Titres supplémentaires - Édition originale augmentée (Ninja Tune, 13 mai 2002) | Titres supplémentaires - Édition originale augmentée (Ninja Tune, 13 mai 2002) | Titres supplémentaires - Édition originale augmentée (Ninja Tune, 13 mai 2002) | Titres supplémentaires - Édition originale augmentée (Ninja Tune, 13 mai 2002) | Titres supplémentaires - Édition originale augmentée (Ninja Tune, 13 mai 2002) | Titres supplémentaires - Édition originale augmentée (Ninja Tune, 13 mai 2002) | Titres supplémentaires - Édition originale augmentée (Ninja Tune, 13 mai 2002) | Titres supplémentaires - Édition originale augmentée (Ninja Tune, 13 mai 2002) |
| No                                                                             | Titre                                                                          | Durée                                                                          |                                                                                |                                                                                |                                                                                |                                                                                |                                                                                |                                                                                |                                                                                |
| ------------------------------------------------------------------------------ | ------------------------------------------------------------------------------ | ------------------------------------------------------------------------------ | ------------------------------------------------------------------------------ | ------------------------------------------------------------------------------ | ------------------------------------------------------------------------------ | ------------------------------------------------------------------------------ | ------------------------------------------------------------------------------ | ------------------------------------------------------------------------------ | ------------------------------------------------------------------------------ |
| 8.                                                                             | Oregon                                                                         | 3:55                                                                           |                                                                                |                                                                                |                                                                                |                                                                                |                                                                                |                                                                                |                                                                                |
| 9.                                                                             | Horizon (feat. Niara Scarlett)                                                 | 4:45                                                                           |                                                                                |                                                                                |                                                                                |                                                                                |                                                                                |                                                                                |                                                                                |
| 68:55                                                                          |                                                                                |                                                                                |                                                                                |                                                                                |                                                                                |                                                                                |                                                                                |                                                                                |                                                                                |

| Titres bonus - Édition japonaise (Beat Records, 27 avril 2002) | Titres bonus - Édition japonaise (Beat Records, 27 avril 2002)             | Titres bonus - Édition japonaise (Beat Records, 27 avril 2002) | Titres bonus - Édition japonaise (Beat Records, 27 avril 2002) | Titres bonus - Édition japonaise (Beat Records, 27 avril 2002) | Titres bonus - Édition japonaise (Beat Records, 27 avril 2002) | Titres bonus - Édition japonaise (Beat Records, 27 avril 2002) | Titres bonus - Édition japonaise (Beat Records, 27 avril 2002) | Titres bonus - Édition japonaise (Beat Records, 27 avril 2002) | Titres bonus - Édition japonaise (Beat Records, 27 avril 2002) |
| No                                                             | Titre                                                                      | Durée                                                          |                                                                |                                                                |                                                                |                                                                |                                                                |                                                                |                                                                |
| -------------------------------------------------------------- | -------------------------------------------------------------------------- | -------------------------------------------------------------- | -------------------------------------------------------------- | -------------------------------------------------------------- | -------------------------------------------------------------- | -------------------------------------------------------------- | -------------------------------------------------------------- | -------------------------------------------------------------- | -------------------------------------------------------------- |
| 8.                                                             | Oregon                                                                     | 3:57                                                           |                                                                |                                                                |                                                                |                                                                |                                                                |                                                                |                                                                |
| 9.                                                             | Semblance                                                                  | 2:42                                                           |                                                                |                                                                |                                                                |                                                                |                                                                |                                                                |                                                                |
|                                                                | 'Video bonus - Réédition augmentée japonaise (Beat Records, 8 avril 2006)' |                                                                |                                                                |                                                                |                                                                |                                                                |                                                                |                                                                |                                                                |
| 10.                                                            | All That You Give                                                          |                                                                |                                                                |                                                                |                                                                |                                                                |                                                                |                                                                |                                                                |
| 66:52                                                          |                                                                            |                                                                |                                                                |                                                                |                                                                |                                                                |                                                                |                                                                |                                                                |

### Sampleset inspiration
- La piste 1, All That You Give, incorpore des éléments de la composition Angel of Air, écrite par D. C. Santana et T. Coster.
- La piste 3, Flite, contient un échantillon de Quiet Departures (1978), réalisé par Eberhard Weber.
- La piste 6, All Things to All Men, incorpore des éléments de la bande son originale du film Petulia (1968) de John Barry et Carolyn Leigh.
- La piste 7, Everyday, incorpore des éléments de Katumbo, interprétés par les Troubadours du Roi Baudouin et arrangés par le Père Guido Haazen.

## Crédits
| - Phil France : contrebasse, contrebasse électrique, Fender Rhodes - Luke Flowers : batterie - John Ellis : piano, piano électrique, synthétiseur (Moog) - Milo Fell : percussions - Rhodri Davies : harpe - Tom Chant : saxophone soprano - Patrick Carpenter : turntables, electronics | - Production : Phil France, Jason Swinscoe - Mixage : Jason Swinscoe, Alan Mawdsley assisté de Chris Willcock - Mastering : John Davis - Ingénierie : Steve Higdon, Brian Bayley - Enregistrement : Jamie Finch, Greg Morgan - Livret d'album : Gilles Peterson - Photographie : Carl Fox |

## Historique de sortie
| Pays                | Label             | Date          |
| ------------------- | ----------------- | ------------- |
| Éditions originales |                   |               |
| Japon               | Beat Records (en) | 27 avril 2002 |
| Royaume-Uni         | Ninja Tune        | 13 mai 2002   |
| États-Unis          | Ninja Tune        | 28 mai 2002   |
| Réédition augmentée |                   |               |
| Japon               | Beat Records      | 8 avril 2006  |